# Loïck Landré
Loïck Landre (Aubervilliers, 5 mei 1992) is een Frans voetballer met roots in Guadeloupe die doorgaans als rechtsback speelt. Hij verruilde RC Lens in januari 2017 voor Genoa CFC.

## Clubcarrière
Landre komt uit de jeugdopleiding van Paris Saint-Germain. Op 20 juni 2011 tekende hij een driejarige verbintenis. Les Parisiens leenden Landré om wedstrijdervaring op te doen uit aan Clermont Foot en Gazélec. In 2013 trok hij transfervrij naar RC Lens, waar hij een driejarig contract tekende. Bij Lens dwong hij meteen een basisplaats af.

## Interlandcarrière
Landré speelde zes interlands voor Frankrijk -19 en negen interlands voor Frankrijk -20. Hij debuteerde in 2013 in Frankrijk –21.